# Décès en 919
Décès
- 915
- 916
- 917
- 918
- 919
- 920
- 921
- 922
- 923

Cette page dresse une liste de personnalités mortes au cours de l'année 919 :
- 1er août : Dhuka al-Rumi, gouverneur d'Égypte sous le califat abbasside.

- Jean II de Naples, duc de Naples.
- Francon de Rouen, archevêque de Rouen.
- Zhou Dewei (en), major général durant la période des Cinq Dynasties et des Dix Royaumes.
- Niall Glúndub, roi d'Ailech et Ard ri Érenn.
- He Gui (en), major général durant la période des Cinq Dynasties et des Dix Royaumes.
- Justan III (en), sixième roi des Justanids (en).
- Kathir ibn Ahmad (en), émir du Sistân.
- Khusrau Firuz (en) roi des Justanids.
- Salomon III, évêque de Constance.

## Crédit d'auteurs
- Cet article est partiellement ou en totalité issu de l'article intitulé « 919 » (voir la liste des auteurs).